# 涙をとどけて (トータス松本の曲)
「涙をとどけて」（なみだをとどけて）は、ウルフルズのボーカリストであるトータス松本が2008年に発表した楽曲。発売元はワーナーミュージック・ジャパン。

## 解説
- オリジナル・ソロ作品としては初のシングル。初回生産分のみ、フォト・ブックレット仕様。
- 同年5月28日から、音楽配信サイト・MUSICOで先行配信された。
- 邦題が同名のスティーヴィー・ワンダーのシングル（原題：Signed, Sealed, Delivered I'm Yours）とは関係ない。

## 収録曲
1. 涙をとどけて（4:05）
  - 作詞・作曲：トータス松本
  - 日本テレビ系ドラマ『ホカベン』主題歌
2. いつもの笑顔で（3:35）
  - 作詞・作曲：トータス松本
3. FA-FA-FA-FA-FA（SAD SONG）（3:02）
  - 作詞・作曲：Otis Redding、Steve Cropper